# Хёллер, Франц
Франц Хёллер (нем. Franz Höller; 10 декабря 1909, Граслиц, Богемия — 1972, Франкфурт-на-Майне) — немецко-чешский поэт и писатель.
Дебютировал в 1933 г. книгой стихов «В путь» (нем. Aufbruch), за которой последовал роман «Студенты» (нем. Die Studenten; 1934). Опубликовал ещё несколько стихотворных сборников, в том числе книгу «Богемская книга странствий» (нем. Böhmisches Wanderbuch; 1943), составил антологию поэзии судетских немцев «Товарищи времени» (нем. Kameraden der Zeit; 1936).
Во второй половине 1930-х гг. Хёллер стал одним из видных деятелей Судето-немецкой партии, а после присоединения Судетской области к Третьему рейху возглавил отдел пропаганды в судетском местном отделении (гау) НСДАП. В этом качестве Хёллер, в частности, выступил составителем издания «От СНП к НСДАП. Документальный фоторепортаж освобождения Судетской области и вступления немецких войск в Протекторат Богемии и Моравии» (нем. Von der SdP in die NSDAP. Ein dokumentarischer bildbericht von der befreiung des Sudetenlandes und vom einzug der deutschen truppen in das protektorat Böhmen und Mähren), вышедшего в 1939 году с предисловием Конрада Генлейна.
После Второй мировой войны жил в Западной Германии. Редактировал журнал судетских немцев «Путеводитель для изгнанников Родины» (нем. Wegweiser für Heimatvertriebene). Выпустил сборник «Пражские стихи» (нем. Prager Geschichten; 1956). Составил фотоальбомы «Прага» и «Судеты».